# Estudio de Cristo
Estudio de Cristo es un cuadro del pintor español Joaquín Sorolla realizado en óleo sobre lienzo en 1883.
Es una pintura de contenido religioso, con fondo oscuro al estilo barroco de Velázquez, que representa a Cristo crucificado con la cabeza inclinada a la derecha y la mirada hacia el cielo. Pintada al óleo sobre un lienzo de tafetán con un bastidor y un marco dorado, ambos de madera. Sus dimensiones son de 97 × 62 cm.
La obra estaba documentada en el catálogo de Bernardino de Pantorba La vida y la obra de Joaquín Sorolla (1953), en el apartado para obras destinadas a particulares o en paradero desconocido.
Perteneció a un coleccionista privado de Madrid que lo adquirió en una subasta en 2006. El cuadro estaba firmado de forma ilegible e incisa sobre la pintura, datado en 1883 en un lateral y dedicado a quien después fue su suegra, Clotilde Pons García, esposa de Antonio García Peris, para quien por aquel tiempo Sorolla era asistente e iluminador de su estudio de fotografía.
Los diversos estudios del Centro de Arte de Época Moderna de la Universidad de Lérida demostraron que la obra es original.
En 2015 el cuadro volvió a ser subastado por un valor de 100 000 euros.